# Benningen am Neckar
Benningen am Neckar – miejscowość i gmina w Niemczech, w kraju związkowym Badenia-Wirtembergia, w rejencji Stuttgart, w regionie Stuttgart, w powiecie Ludwigsburg, wchodzi w skład związku gmin Marbach am Neckar. Leży nad Neckarem, ok. 6 km na północ od Ludwigsburga.

## Demografia
(rok: liczba mieszkańców)
- 1680: 60
- 1859: 1 000
- 1939: 1 748
- 1950: 2 373
- 1961: 2 821
- 1970: 3 875
- 1978: 4 418
- 1987: 4 704
- 1991: 5 216
- 1998: 5 256
- 2001: 5 434